# Aéroport de Cà Mau
Pour les articles homonymes, voir CAH.
L'aéroport de Cà Mau (code IATA : CAH • code OACI : VVCM) est un petit aéroport du sud du Viêt Nam, qui dessert la ville de Cà Mau.
Il comporte une seule piste en béton armé de 1 500 m de long, et est capable d'accueillir des avions de transport légers tels que l'ATR 72.

## Historique
Dans les années 1930, l'administration coloniale de l'Indochine française a fait construire près de Quản Long (aujourd'hui Cà Mau) un petit aérodrome, appelé aérodrome Moranc, qui comportait une seule piste en terre de 400 m par 16 m
En 1962, le gouvernement du Vietnam du Sud a fait agrandir et revêtir cette piste, portant sa longueur à 1 000 m, dans le cadre des opérations militaires de la guerre du Viêt Nam.
Après la réunification, en 1975, cet aéroport est passé sous contrôle de l'armée de l'air vietnamienne.
En 1995, la piste a été prolongée, afin d'accueillir un service commercial.

## Situation

### Carte des aéroports du Viêtnam
| Vân Đồn (2018) Thọ Xuân Chu Lai Liên Khuong Đà Nẵng Hải Phòng Cat Bi Hanoï Saïgon Nha Trang Phú Quốc Vinh Buôn Ma Thuôt Cà Mau Côn Đảo Đồng Hới Pleiku Phù Cát Phú Bài Rach Gia Nà Sản Đông Tác Vũng Tàu Cần Thơ Diên Biên Phu Quảng Trị |

## Desserte
Il est desservi uniquement par la Vietnam Air Services Company (VASCO), qui opère une liaison entre Cà Mau et Hô Chi Minh-Ville (Aéroport international de Tân Sơn Nhất).